# Goldenes Tal
Das Goldene Tal ist die Bezeichnung eines Teils des Leitzachtals im Bereich der Gemeinde Weyarn im oberbayerischen Landkreis Miesbach.

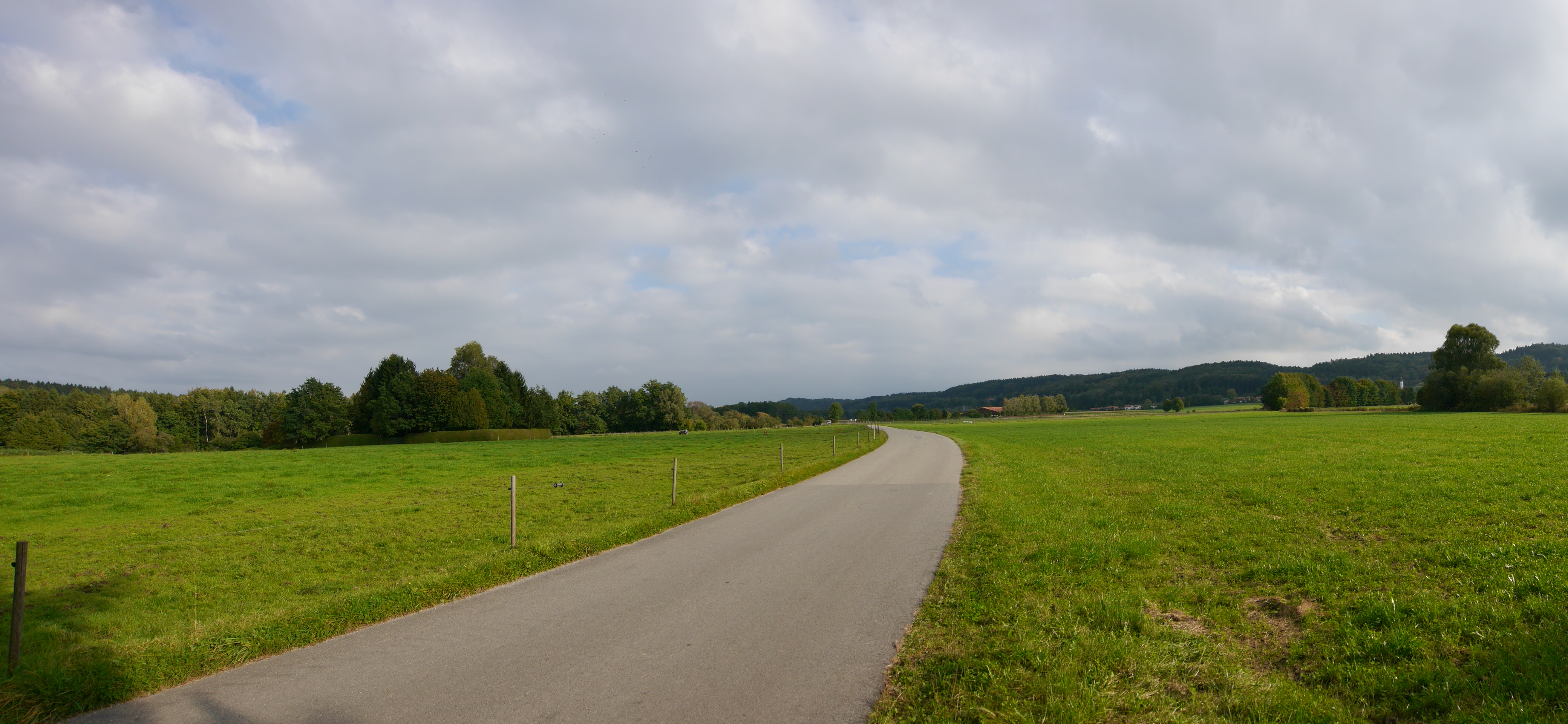
Goldenes Tal, Blick vom Ortsausgang Naring nach Süden, rechts im Hintergrund Holzolling

## Geographie
Durch die umliegenden Hügelketten wird dieses Tal vor den rauen Winden geschützt. Dazu kommt der schwere tonreiche Boden, viele kleine Bäche und die Leitzach, so dass in diesem Tal die Vegetation besonders reichlich sprießt. Hohe Erntemengen an Getreide, Obst in Hülle und Fülle und viel Gras für das Vieh weckten einen gewissen Neid bei den anliegenden Gemeinden. Das sind die Gründe dafür, dass dieses Tal das Goldene Tal genannt wird.

## Geschichte
Die Geschichte des Tales reicht weit zurück.
Die erste urkundliche Erwähnung der Martinskirche in Holzolling stammt aus dem Jahre 795. Ein offenbar begüterter und einflussreicher Herr namens Frecholf schenkte seinen Besitz „Ollinga“ dem Bistum Freising.
Die Geschichte Holzollings und auch der Martinskirche ist freilich um einiges älter als die schriftlichen Dokumente zeigen.
Erste Siedler hatten sich in dieser Gegend bereits mehr als 1000 Jahre vor der Zeitwende niedergelassen. Vor der Einwanderung der Bajuwaren im späten 5. Jahrhundert n. Chr. waren hier schon gallisch-keltische Stämme, die Vindeliker und die Römer gewesen.
Im Jahre 1671 zählte das Goldene Tal 42 Häuser und Anwesen mit 42 Familien.
Bei der Volkszählung vom 1. Dezember 1905 wurden 45 Häuser mit 47 Familien und insgesamt 254 Einwohner statistisch erfasst.
Dies lässt auf eine lange Tradition und Kontinuität der Höfe schließen.

## Gliederung des Goldenen Tals
Das Goldene Tal besteht aus drei Ortschaften, einem Weiler und drei Einöden.
Im Einzelnen sind dies:

### Ortschaften
- Holzolling
- Naring
- Esterndorf

### Weiler
- Haus

### Einzelsiedlung|Einöden
- Arnhofen
- Erb
- Ötz

## Kirchen im Goldenen Tal

### St.-Martins-Kirche Holzolling
Die heutige Holzollinger Filialkirche St. Martin wurde 1677 an Stelle einer viel älteren Kirche errichtet. Dem westseitigen Turm, dessen quadratischer Unterbau noch gotisch ist, wurde im gleichen Jahr ein Achteckbau mit Zwiebeldach aufgesetzt. Die eigentümlichen Steinkugeln unter dem Dachansatz erinnern an den Turm der Klosterkirche Weyarn.

### Maria-Hilf-Kirche in Esterndorf
Das östlich von dem alten Holzolling gelegene Ostendorf wird 1102 erstmals schriftlich erwähnt. Zum Ende des 11ten Jahrhunderts wurde Esterndorf, als Filiale, der neugeschaffenen Pfarrei Neukirchen, angegliedert. Die Kirche Esterndorf ist ein spätgotischer, hochragend proportionierter Saalbau mit überkanteten Strebepfeilern am dreiseitig gebrochenen Altarraum, der 1496 dem hl. Johannes dem Täufer geweiht worden war.

## Vereine
- Unabhängige Wählergemeinschaft Goldenes Tal (UWG):

Der Zweck der UWG ist die Teilnahme am kommunalpolitischen Leben der Gemeinde Weyarn. Sie ist bestrebt die Bürger des Goldenen Tales ständig über die Arbeit und die Entscheidungen des Gemeinderats zu informieren und sie dabei auch aktiv zu beteiligen. Außerdem fördert die UWG die Dorfgemeinschaft im Goldenen Tal durch Versammlungen und Veranstaltungen für Jung und Alt.
- Obst- und Gartenbauverein Holzolling
- Freiwillige Feuerwehr Holzolling:

Neben Holzolling gehören die umliegenden Ortschaften Naring, Esterndorf, Ried, Groß- und Kleinseeham, Bruck und Bach zum Einsatzgebiet der Feuerwehr.
- Schützengesellschaft Holzolling
- Burschenverein Holzolling

## Persönlichkeiten
- Joseph Steininger (1858–1931), Reichstags- und Landtagsabgeordneter aus Holzolling